# Élections à l'Assemblée de Madrid de 2011
Les élections à l'Assemblée de Madrid de 2011 (en espagnol : Elecciones a la Asamblea de Madrid de 2011) se sont tenues le dimanche 22 mai 2011, afin d'élire les cent vingt-neuf députés de la neuvième législature de l'Assemblée de Madrid.
Le scrutin voit le Parti populaire de Madrid (PPM) l'emporter une nouvelle fois avec une majorité absolue en voix et sièges, tandis que pour la première fois depuis 1987, un quatrième parti entre à l'Assemblée.

## Contexte
La Communauté de Madrid est un bastion du Parti populaire (PP) depuis 1993. Si les élections autonomiques du 25 mai 2003 et les élections législatives du 14 mars 2004 ont écorné la domination du PP, le scrutin du 27 mai 2007 a bien rétabli l'ordre politique en vigueur depuis plus de vingt ans.
Au cours de ce scrutin, le Parti populaire de Madrid vire largement en tête avec 54,2 % des voix et 67 députés sur 120. Ce résultat est à la fois un record pour le PPM et pour n'importe quelle formation dans la communauté autonome. C'est d'ailleurs la première fois qu'un parti dépasse 1 500 000 voix. Ce bon score de la droite amène à un échec de son principal adversaire, le Parti socialiste de Madrid-PSOE (PSM-PSOE). En perte de 3 sièges, du fait d'un score de 34,1 % des suffrages, les socialistes voient leur secrétaire général Rafael Simancas renoncer à ses fonctions. Cet échec ne présage en rien de la Gauche unie (IU), qui totalise 9 % des voix et 11 parlementaires, repassant la barre des 10 élus qu'elle n'avait plus atteinte depuis 1995.
Les élections municipales, qui se déroulent simultanément, confirment la place du PP sur l'échiquier politique. À Madrid, la liste du maire Alberto Ruiz-Gallardón monte jusqu'à 55,7 %, alors que celle du PSOE emmenée par Miguel Sebastián suit de loin, avec 30,9 %. IU ferme la marche et récolte 8,7 %.
À l'occasion des élections législatives du 9 mars 2008, l'infime écart de 0,9 points enregistré entre les deux grands partis quatre ans plus tôt s'élargit considérablement. Effectivement, les conservateurs s'adjugent 49,3 % et 18 sièges sur 35 au Congrès des députés, là où les socialistes engrangent 39,4 % et 15 élus. L'extrême-gauche suit de loin avec ses 4,7 %. Elle doit se contenter d'un siège, soit le même nombre que le nouveau parti centriste, social-libéral et centraliste Union, progrès et démocratie (UPyD).

## Mode de scrutin
L'Assemblée de Madrid (en espagnol : Asamblea de Madrid) se compose de 129 députés, élus pour un mandat de quatre ans au suffrage universel direct, suivant le scrutin proportionnel à la plus forte moyenne d'Hondt. Le nombre d'élus n'est pas fixe puisque le statut d'autonomie prévoit que chaque député représente 50 000 habitants.
La Communauté de Madrid constitue une circonscription unique. Seules les forces politiques – partis, coalitions, indépendants – ayant remporté au moins 5 % des suffrages exprimés au niveau du territoire régional participent à la répartition des sièges.

## Partis et têtes de liste
| Formation politique | Formation politique                                               | Tête de liste     | Idéologie                                                      | Score en 2007              |
| ------------------- | ----------------------------------------------------------------- | ----------------- | -------------------------------------------------------------- | -------------------------- |
|                     | Parti populaire de Madrid Partido Popular de Madrid               | Esperanza Aguirre | Centre droit Conservatisme, démocratie chrétienne, libéralisme | 54,2 % des voix 67 députés |
|                     | Parti socialiste de Madrid-PSOE Partido Socialista de Madrid-PSOE | Tomás Gómez       | Centre gauche Social-démocratie, progressisme                  | 34,2 % des voix 42 députés |
|                     | Gauche unie - Les Verts Izquierda Unida - Los Verdes              | Gregorio Gordo    | Gauche Communisme, écologie, républicanisme                    | 9,0 % des voix 11 députés  |

## Résultats

### Voix et sièges
|                          |                                                         |           |       |      |        |               |  |  |  |  |  |  |  |  |
| Parti                    | Parti                                                   | Voix      | %     | +/-  | Sièges | +/-           |  |  |  |  |  |  |  |  |
|                          | Parti populaire (PP)                                    | 1 548 306 | 51,73 | 1,56 | 72     | 5             |  |  |  |  |  |  |  |  |
|                          | Parti socialiste ouvrier espagnol (PSOE)                | 786 297   | 26,27 | 7,30 | 36     | 6             |  |  |  |  |  |  |  |  |
|                          | Gauche unie-Les Verts (IU-LV)                           | 287 707   | 9,61  | 0,75 | 13     | 2             |  |  |  |  |  |  |  |  |
|                          | Union, progrès et démocratie (UPyD)                     | 189 055   | 6,32  | Nv.  | 8      | 8             |  |  |  |  |  |  |  |  |
|                          | Ecolo-Les Verts (Ecolo-LV)                              | 29 116    | 0,97  | 0,14 | 0      | en stagnation |  |  |  |  |  |  |  |  |
|                          | Citoyens en blancs (CenB)                               | 19 220    | 0,64  | Nv.  | 0      | en stagnation |  |  |  |  |  |  |  |  |
|                          | Parti animaliste contre la maltraitance animale (PACMA) | 15 897    | 0,53  | 0,30 | 0      | en stagnation |  |  |  |  |  |  |  |  |
|                          | Pour un monde + juste (PUM+J)                           | 10 330    | 0,35  | 0,18 | 0      | en stagnation |  |  |  |  |  |  |  |  |
|                          | La Phalange (FE)                                        | 6 424     | 0,21  | 0,12 | 0      | en stagnation |  |  |  |  |  |  |  |  |
|                          | Parti communiste des peuples d'Espagne (PCPE)           | 5 656     | 0,19  | 0,05 | 0      | en stagnation |  |  |  |  |  |  |  |  |
|                          | Ciudadanos (Cs)                                         | 4 879     | 0,16  | Nv.  | 0      | en stagnation |  |  |  |  |  |  |  |  |
|                          | Autres partis                                           | 18 890    | 0,63  | -    | 0      | -             |  |  |  |  |  |  |  |  |
|                          | Vote blanc                                              | 71 458    | 2,39  | 0,66 |        |               |  |  |  |  |  |  |  |  |
|                          |                                                         |           |       |      |        |               |  |  |  |  |  |  |  |  |
| Suffrages exprimés       | Suffrages exprimés                                      | 2 993 235 | 98,32 |      |        |               |  |  |  |  |  |  |  |  |
| Votes nuls               | Votes nuls                                              | 51 114    | 1,68  |      |        |               |  |  |  |  |  |  |  |  |
| Total                    | Total                                                   | 3 044 349 | 100   | -    | 129    | 9             |  |  |  |  |  |  |  |  |
| Abstention               | Abstention                                              | 1 578 401 | 34,14 |      |        |               |  |  |  |  |  |  |  |  |
| Inscrits / participation | Inscrits / participation                                | 4 622 750 | 65,86 |      |        |               |  |  |  |  |  |  |  |  |

### Analyse
Bien qu'il passe sous les 53 % des suffrages exprimés, le Parti populaire de Madrid se maintient au-dessus des 1 500 000 voix et confirme son statut de force politique dominante sur la scène politique de la communauté de Madrid. Avec un résultat final en recul de seulement 44 000 voix, le PPM parvient à capter la moitié des 9 sièges créés pour ce scrutin à l'Assemblée de Madrid. C'est en outre la première fois qu'une force politique enchaîne trois majorités absolues.
À gauche, le Parti socialiste de Madrid-PSOE subit, comme partout en Espagne, les effets de l'impopularité du président du gouvernement José Luis Rodríguez Zapatero. Alors qu'il l'avait évité de justesse en 1995, il tombe cette fois-ci nettement sous la barre des 30 % et passe même sous les 800 000 suffrages, là encore une première dans son histoire, ce qui signifie pas moins que 216 000 voix de moins qu'en 2007. Ces pertes semblent se diviser entre la Gauche unie, qui gagne 23 000 suffrages favorables et se rapproche de la barrière symbolique des 10 % qu'elle n'a plus franchi depuis 1995, et Union, progrès et démocratie. Avec ses 6,5 %, UPyD réussit clairement son entrée à l'Assemblée de Madrid et met un terme à la seule présence de trois partis observée dans l'hémicycle depuis 1991 et la disparition du Centre démocratique et social (CDS).

### Conséquences
Le 15 juin 2011, à l'issue de deux jours de débat, Esperanza Aguirre est investie pour un troisième mandat comme présidente de la communauté de Madrid. Elle égale ainsi le socialiste Joaquín Leguina, investi en 1983, 1987 et 1991. Cependant, elle démissionne le 17 septembre 2012, au profit de son vice-président Ignacio González.